# Herman Van den Reeck
Herman Van den Reeck (Borgerhout, 21 april 1901 - Antwerpen, 12 juli 1920) was een Vlaams studentenleider die tijdens een betoging in Antwerpen werd doodgeschoten door de politie en daardoor een martelaar werd van de anti-burgerlijke strekking binnen de Vlaamse Beweging.

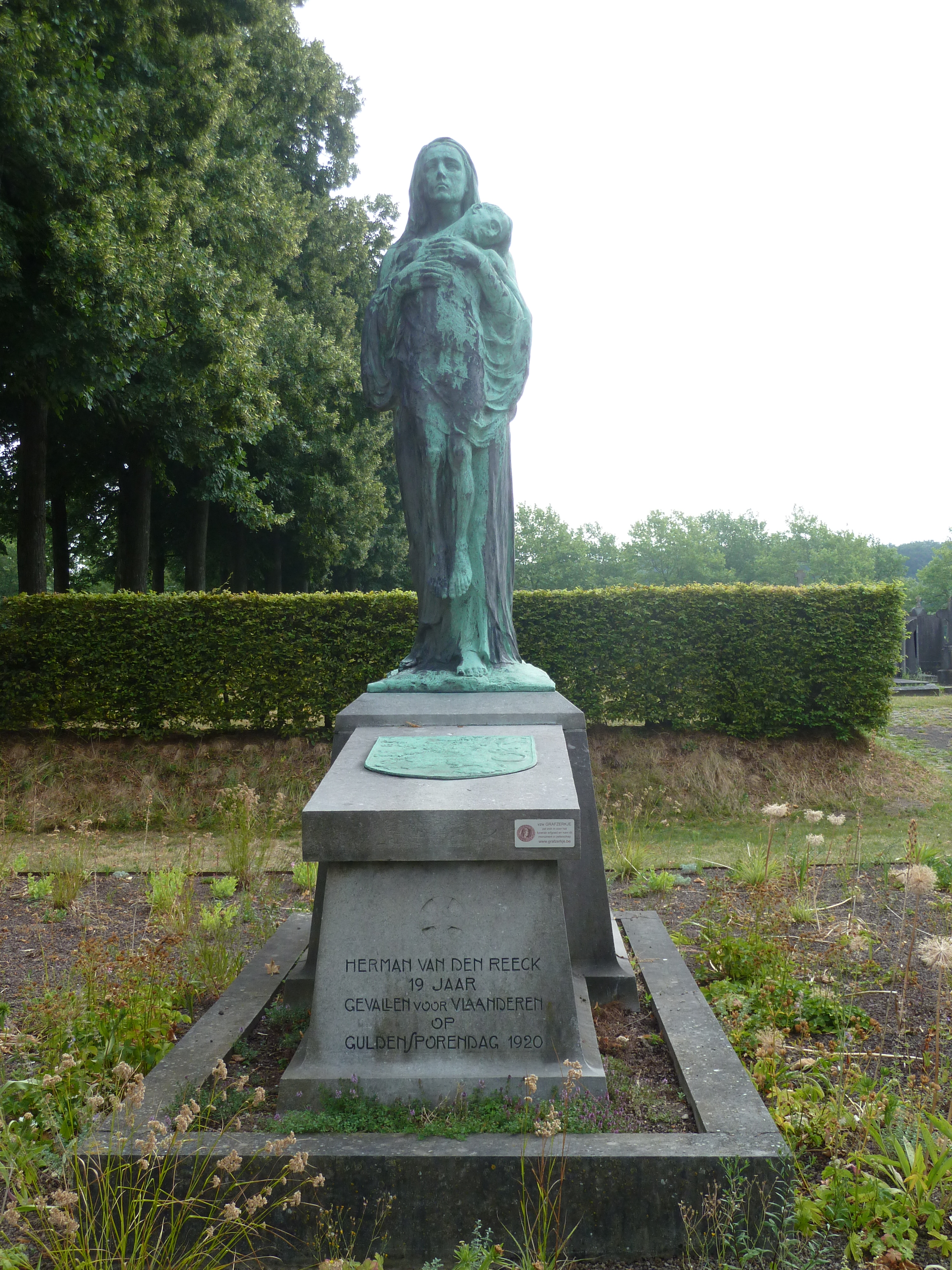
Graf Herman Van den Reeck Schoonselhof te Antwerpen

## Militant
Van den Reeck was al op zeer jeugdige leeftijd bedrijvig in de Vlaamse Beweging. Van den Reeck trad daarmee in de voetsporen van zijn vader die secretaris was van een volkshogeschool. Aan het Koninklijk Atheneum Antwerpen, waar hij Grieks-Latijnse Humaniora volgde, engageerde hij zich tijdens de Eerste Wereldoorlog in de Vlaamsche Bond, een Vlaamsgezinde koepelorganisatie van scholierenbonden die ijverden voor de toepassing en uitbreiding van de derde taalwet Coremans - de Vigne in het Middelbaar Rijksonderwijs. Onder invloed van zijn mentor Marten Rudelsheim en de Antwerpse intellectuelen Herman Vos en Antoon Jacob kwam Van den Reeck in de kleine, maar erg dynamische linkervleugel van het activisme terecht. Zo werkte hij mee aan Soldatentroost, een afdeling van het caritatieve Volksopbeuring dat zorgde voor de culturele ontspanning van Vlaamse krijgsgevangenen in de Duitse kampen. In het kielzog van zijn avant-gardistische vrienden Anna Mortelmans (Meisjesstudiekringen, MSK) en Firmin Mortier, de dichters Victor Brunclair en Paul van Ostaijen en de communistische flamingant Jef Van Extergem brak hij met de romantische strekking van de vooroorlogse Vlaamsgezinde studentenbeweging zoals die beleefd werd in de Blauwvoeterij van Albrecht Rodenbach. In maart 1918 trad Van den Reeck toe tot de 'Activistische Schoolbond'. Geïnspireerd door de "Vrije jeugd"-gedachte van de Nederlandse, christelijk communistische schrijver Frederik Van Eeden hielp Van den Reeck in oktober 1918 ook Lode Craeybeckx bij de uitbouw van de Jeugdgemeente, een Antwerpse jongerenvereniging van vrijzinnige intellectuelen die streefden naar Vlaamse culturele autonomie.
Na de Wapenstilstand van 11 november 1918 werden alle Vlaamse verworvenheden van de Duitse Flamenpolitik ongedaan gemaakt en werden honderden activisten aangehouden en veroordeeld wegens collaboratie. Herman Van den Reeck zelf werd, wellicht wegens zijn jonge leeftijd, niet aangehouden maar hielp daarentegen bij het onderduiken van voortvluchtige activisten. Op 7 januari 1920 liet Van den Reeck zich inschrijven aan de Université Libre de Bruxelles waar hij natuurwetenschappen ging studeren. Door zijn flamingantisme kwam hij er in de problemen. Ook na de oorlog behield hij zijn Vlaams-maximalistisch standpunt dat hij koppelde aan een sterk sociaal engagement. Hij schreef in het pro-activistische blad Staatsgevaarlijk en in het in 1919 heropgerichte jongerentijdschrift De Goedendag.
Zijn afkeer van de Franstalige bourgeoisie als conservatieve uitdrager van het Belgische kapitalisme vertaalde zich niet enkel in een combattief flamingantisme maar ook in pacifisme en links-radicalisme. Getrouw aan het 'Nooit meer oorlog'-ideaal van de Vlaamse Frontbeweging sloot hij zich aan bij de "Internationale van de Gedachte"-beweging van de Franse marxist Henri Barbusse, beter bekend als de Clarté-beweging. Zo schreef hij voor De Nieuwe Wereldorde, het orgaan van de Antwerpse Clarté-groep 'Ça ira', en wat later ook voor Opstanding, een 'algemeen Vlaams' Clarté-tijdschrift. Hij werd tevens secretaris van de Vlaamse afdeling van de 'Internationale Anti-Militaristische Vereeniging', die in 1904 door de Nederlandse anarchosocialist Ferdinand Domela Nieuwenhuis was opgericht. De politieke en culturele ontvoogding van Vlaanderen waren voor hem ook onlosmakelijk verbonden met de "bevrijding van het proletariaat". Niet helemaal consequent met zijn pleidooi voor een geweldloze wereld riep hij in een revolutionair getint pamflet op tot een "opstand,...wat wel door enige slachtoffers mag gekocht worden, (...) ook ons leven, voor Vlaanderen" en voor "de omverwerping van de kapitalistische bourgeois-dictatuur".

## Martelaar voor Vlaanderen
Omwille van een reeds in december 1919 door de liberale burgemeester Jan De Vos voor Antwerpen uitgevaardigd samenscholingsverbod zagen ongeveer 30.000 Vlamingen zich genoodzaakt om voor de jaarlijkse Guldensporenviering van 11 juli 1920 uit te wijken naar Borgerhout. Daar luisterden ze naar de toespraak van Julius Hoste, de mede-stichter van de minimalistische koepelorganisatie Algemeen Vlaamsch Verbond. Na de officiële ontbinding van de manifestatie begaven een drieduizendtal van hen zich ondanks het (zelfs in regeringskringen fel gecontesteerde) verbod toch naar het stadhuis op de Grote Markt van Antwerpen. Daar kwam het tot schermutselingen met de politie die op bevel van de franskiljonse eerste schepen Louis Straus overging tot chargeren met de blanke sabel en trachtte de ontrolde leeuwenvlaggen van de Antwerpse Frontwacht, de jongerenafdeling van de Frontpartij in beslag te nemen. Toen Herman van den Reeck probeerde te beletten dat de vlag van een groep meisjes werd afhandig gemaakt, werd hij van op korte afstand door politieman Georges Dupuis neergeschoten. De kogel drong binnen via de linkerbovenarm en doorboorde beide longen. Na drie kwartier in het politiebureau gelegen te hebben werd de levensgevaarlijk gewonde Van den Reeck naar het Sint-Elisabethgasthuis overgebracht. Mede door een gebrekkige en laattijdige verzorging bezweek hij de volgende dag aan zijn verwondingen, echter niet voordat hem na hardhandig verhoor een schuldbekentenis ter ondertekening werd voorgelegd. De bekentenis hield in dat de agent schoot uit wettige zelfverdediging en dat Van den Reeck zijn fysieke aanvaller was.
De begrafenis en plechtstatige rouwstoet van Herman Van den Reeck op 17 juli 1920 op het Kielkerkhof werd massaal bijgewoond door flaminganten van uiteenlopende strekkingen die hem beschouwden als een martelaar voor de Vlaamse zaak. Onder hen onder meer Camille Huysmans (BSP), dr. Alfons Van de Perre (Katholieke Vlaamse Verbond), Anna Mortelmans (namens MSK), KVHV-voorzitter Berten Pil, Adiel Debeuckelaere (Frontpartij) en daensist Karel Van Opdenbosch. Verscheidene Vlaamse dichters, waaronder Marnix Gijsen, Gaston Burssens, Wies Moens en Paul Van Ostaijen, schreven, veelal in een zwaar beladen expressionistische stijl, een hommage ("In Memoriam") aan hem en riepen op tot verzet.
Kort daarna organiseerden zowel de Vlaams-nationalistische krant De Schelde als de socialistische Volksgazet een wedstrijd voor het ontwerp en een inschrijving voor de financiering van een grafmonument. De publieke geldinzamelingsactie bleek erg succesvol en leverde in enkele weken het voor die tijd aanzienlijke bedrag van 25000 Belgische frank op. Op 9 juli 1922 werd, in aanwezigheid van een lofsprekende Pol De Mont, het romantische grafmonument van de Gentse beeldhouwer Cyriel Couvreur (1876-1929) en architect Hendrik Delvaux (1884-1947) officieel onthuld. In 1943 werd het stoffelijk overschot overgebracht naar de Antwerpse begraafplaats Schoonselhof waar het in 1966 een ereplaats kreeg naast Hendrik Conscience.

## Nalatenschap
In Antwerpen leidde de Van den Reecks dood bij gemeenteraadsverkiezingen van 21 april 1921 tot een verkiezingsoverwinning van Camille Huysmans (BWP) en Frans Van Cauwelaert (Katholieke Partij) die samen een nieuw Vlaamsgezind bestuursakkoord sloten en daardoor een einde maakten aan het liberale, franskiljonse stadsbestuur o.l.v. burgemeester Jan De Vos. In dat zelfde jaar greep Frans Van Cauwelaert de politieke en morele verontwaardiging over de tragische dood van Van den Reeck aan om, na felle interpellaties, amendementen, en vertragingsmanoeuvres, de historische bestuurstaalwet van 31 juli 1921 in de Kamer te laten goedkeuren. Voor het eerst  werd met die wet in België het territorialiteitsbeginsel ingevoerd waardoor de streektaal voortaan principieel gold als verplichte diensttaal in bestuurszaken, gerecht en onderwijs.
In 1928 werd in Antwerpen, door onder meer Jan Timmermans en Herman Vos de 'Volksuniversiteit Herman Van den Reeck' opgericht, een Vlaams-nationalistisch studiecentrum dat zich tot doel stelde het Vlaamse volk cultureel te verheffen. Na de Tweede Wereldoorlog werd Van den Reeck een populair boegbeeld van Vlaams-nationaal idealisme, vooral bij herdenkingen in de links-pacifistische vleugel van de Vlaamse Beweging zoals Vlinks, de Vlaamse Oud-strijders, het Priester Daensfonds, de Vlaams-Socialistische Beweging, Meervoud etc.
De tragische dood van Van den Reeck zorgde voor een zeldzaam moment van eendracht en samenhorigheid in de brede maar politiek erg verdeelde Vlaamse Beweging en zou pas (kortstondig) navolging krijgen in de aanvankelijk ook door (revolutionair-) links gesteunde strijd om Leuven Vlaams in mei 1968.